# Rensselaer (Missouri)
Rensselaer – wieś w Stanach Zjednoczonych, w stanie Missouri, w hrabstwie Ralls.